# Steffen Brockmann
Steffen Brockmann (* 29. Mai 1974 in Lich) ist ein deutscher Basketballtrainer.

## Werdegang
Brockmann wuchs ab dem vierten Lebensjahr in Frankfurt am Main auf. Er erlangte 1993 an der Helmholtzschule die Hochschulreife. Basketball spielte Brockmann als Jugendlicher bei Eintracht Frankfurt, dann auch für die Eintracht-Männer sowie von 1996 bis 1998 bei der TG Hanau in der Regionalliga. Nach einem Kreuzbandriss gab er das Basketballspielen im Alter von 23 Jahren auf.
Als Trainer war Brockmann bereits während seiner Spielerzeit tätig und brachte sich zwischen 1991 und 1999 in die Nachwuchsarbeit von Eintracht Frankfurt ein. Als Assistenztrainer war er am Gewinn der deutschen Jugendmeisterschaft beteiligt. Ab 1999 gehörte Brockmann zum Trainerstab des Basketball-Teilzeit-Internats Langen, war zwischen 1999 und 2004 ebenfalls Trainer beim SV Dreieichenhain und von 2000 bis 2005 im Herrenbereich des TV 1862 Langen.
2005 übernahm er das Traineramt bei den Frauen des TV 1862 Langen und führte sie 2006 im Gespann mit Silke Dietrich zum Wiederaufstieg in die 2. Bundesliga sowie zum Gewinn des Landespokals des Hessischen Basketball-Verbands. Hernach betreute Brockmann die Langener Frauen als alleinverantwortlicher Trainer. Nach der Bildung der Rhein-Main Baskets (Spielgemeinschaft des TV 1862 Langen und des TV Hofheim) im Jahr 2008 stieg Brockmann mit diesen 2009 in die Bundesliga auf, er bildete das Trainergespann gemeinsam mit Natalie Deetjen. 2012 schlossen die Rhein-Main Baskets unter Brockmann als Trainer die Bundesliga-Hauptrunde auf dem zweiten Tabellenrang ab und zogen im deutschen Pokalwettbewerb ins Endspiel ein, welches verloren wurde. 2013 wurde Brockmann mit den Hessinnen deutscher Vizemeister. Anschließend erhielt er die Auszeichnung als bester Bundesliga-Trainer der Saison 2012/13. Brockmann gab das Traineramt bei den Rhein-Main Baskets am Ende der Saison 2012/13 ab, um sich verstärkt seiner Familie zu widmen. Als sich die Rhein-Main Baskets im Januar 2015 von Thomas Dröll trennten, übernahm Brockmann wieder das Traineramt. Er führte den abstiegsbedrohten Bundesligisten im weiteren Verlauf der Saison 2014/15 zum Klassenverbleib sowie ins Pokalendspiel.
Im Sommer 2015 trat Brockmann beim Herren-Zweitligisten White Wings Hanau das Amt des Athletiktrainers an und übte dieses bis 2018 aus. Im Dezember 2017 sprang Brockmann, der gleichzeitig auch im Jugendbereich des TV 1862 Langen tätig war, wieder als Trainer bei den inzwischen in der 2. Bundesliga antretenden Rhein-Main Baskets ein, da Trainer Peter Kortmann aus gesundheitlichen Gründen ausfiel.
Neben seinen Tätigkeiten auf Vereinsebene war Brockmann ebenfalls bei Verbänden beschäftigt: Er war 2015 Assistent von Damen-Bundestrainer Bastian Wernthaler, im Auftrag des Hessischen Basketball-Verbands (HBV) leitete Brockmann 1993/94 den Leistungsstützpunkt in Frankfurt am Main, hatte zwischen 1997 und 2001 das Amt des Bezirksjugendwartes inne, saß ab 2001 im Lehr- und Trainerausschuss des Verbandes und stand 2001 und 2002 als Honorartrainer in Diensten des HBV.
Brockmann studierte die Fächer Mathematik, Politik und Sport für das Lehramt an Gymnasien, 2004 schloss er am Institut für Sportwissenschaften der Goethe-Universität Frankfurt eine Doktorarbeit ab. Diese trug den Titel Nachwuchstraining im Basketball: eine Belastungsanalyse von Jugendspielen im Basketball und die Modellentwicklung zur diagnostischen Betreuung des Konditionstrainings jugendlicher Basketballspieler. Betreut wurde die mit magna cum laude bewertete Arbeit von Dietmar Schmidtbleicher. Brockmann trat an der Dreieichschule in Langen als Lehrer für Sport, Politik und Wirtschaft in den Schuldienst ein. Er erhielt eine vom hessischen Kultusministerium geschaffene Stelle als Lehrer-Trainer, die Aufgaben im Jugendleistungssport enthält.